# Angelika Niebler
Angelika Niebler   (Múnic, 18 de febrer de 1963) és una advocada i política alemanya que exerceix com a diputada al Parlament Europeu des de 1999. És militant de la Unió Social Cristiana de Baviera, pertanyent al Partit Popular Europeu. Des del 2015, exerceix com a vicepresidenta del seu partit, sota la direcció dels successius presidents Horst Seehofer i Markus Söder.
Niebler va treballar a Lovells de 1991 a 1997 i, com a sòcia salarial, amb Beiten Burkhardt de 1997 a 2004. Del 2004 al 2015, va treballar a l'oficina de Múnic de Bird & Bird. El setembre de 2015, es va incorporar a l'oficina de Múnic de Gibson, Dunn & Crutcher com a advocada, on va donar suport al Grup de Mitjans, Entreteniment i Tecnologia de l'empresa, així com al Grup de Privadesa, Ciberseguretat i Protecció del Consumidor.